# Division Nord-Ouest de la NBA
La division Nord-Ouest (en anglais : Northwest Division) est l'une des trois divisions de la Conférence Ouest de la National Basketball Association (NBA).
Elle est créée en 2004 à la suite de la réorganisation du championnat consécutive à la création d'une nouvelle franchise, les Bobcats de Charlotte, et au passage du championnat de 29 à 30 équipes.
Elles se composent de cinq équipes : les Nuggets de Denver, les Timberwolves du Minnesota et le Jazz de l'Utah de l'ancienne division Midwest, les Trail Blazers de Portland et le Thunder d'Oklahoma City, qui a déménagé de Seattle en 2008, de l'ancienne division Pacifique.
Le Thunder d'Oklahoma City a remporté 8 titres de la division Nord-Ouest. Les Nuggets de Denver sont les seuls à avoir remporté un titre NBA en 2023.
En 2010, les quatre équipes qualifiées pour les playoffs ont toutes eu un pourcentage de victoires supérieur à 60 %.
À l'aube de la saison 2021-2022, le champion de la division Nord-Ouest reçoit le Sam Jones Trophy, nommé en l'honneur de la légende de la ligue, Sam Jones.

## Classement sur la saison actuelle
| Division Nord-Ouest           | V  | D  | MJ | V/D  | GB | Dom   | Ext   | Neu | Div  |
| ----------------------------- | -- | -- | -- | ---- | -- | ----- | ----- | --- | ---- |
| Thunder d'Oklahoma City - c   | 68 | 14 | 82 | .829 | –  | 35-6  | 32-8  | 1-0 | 12-4 |
| Nuggets de Denver - x         | 50 | 32 | 82 | .610 | 18 | 26-15 | 24-17 | 0-0 | 8-8  |
| Timberwolves du Minnesota - x | 49 | 33 | 82 | .598 | 19 | 25-16 | 24-17 | 0-0 | 11-5 |
| Trail Blazers de Portland - o | 36 | 46 | 82 | .439 | 32 | 22-19 | 14-27 | 0-0 | 6-10 |
| Jazz de l'Utah - o            | 17 | 65 | 82 | .207 | 51 | 10-31 | 7-34  | 0-0 | 3-13 |

## Équipes de la division Nord-Ouest
- Nuggets de Denver, depuis 2004.
- Timberwolves du Minnesota, depuis 2004.
- Thunder d'Oklahoma City, depuis 2004.
- Trail Blazers de Portland, depuis 2004.
- Jazz de l'Utah, depuis 2004.

## Champions de la division Nord-Ouest
Légende :
- Vainqueur des Finales NBA
- Finaliste des Finales NBA

| Saison    | Franchise                 | Bilan | %    | Résultats en playoffs |
| --------- | ------------------------- | ----- | ---- | --- |
| 2004-2005 | SuperSonics de Seattle    | 52-30 | 63,4 | Victoire - 1er tour Ouest (Kings) 4-1 Défaite - Demi-finale de conférence Ouest (Spurs) 4-2 |
| 2005-2006 | Nuggets de Denver         | 44-38 | 53,7 | Défaite - 1er tour Ouest (Clippers) 4-1 |
| 2006-2007 | Jazz de l'Utah            | 51-31 | 62,2 | Victoire - 1er tour Ouest (Rockets) 4-3 Victoire - Demi-finale de conférence Ouest (Warriors) 4-1 Défaite - Finale de conférence Ouest (Spurs) 4-1                                              |
| 2007-2008 | Jazz de l'Utah            | 54-28 | 65,9 | Victoire - 1er tour Ouest (Rockets) 4-2 Défaite - Demi-finale de conférence Ouest (Lakers) 4-2                                                                                                  |
| 2008-2009 | Nuggets de Denver         | 54-28 | 65,9 | Victoire - 1er tour Ouest (Hornets) 4-1 Victoire - Demi-finale de conférence Ouest (Mavericks) 4-1 Défaite - Finale de conférence Ouest (Lakers) 4-2                                            |
| 2009-2010 | Nuggets de Denver         | 53-29 | 64,6 | Défaite - 1er tour Ouest (Jazz) 4-2 |
| 2010-2011 | Thunder d'Oklahoma City   | 55-27 | 67,1 | Victoire - 1er tour Ouest (Nuggets) 4-1 Victoire - Demi-finale de conférence Ouest (Grizzlies) 4-3 Défaite - Finale de conférence Ouest (Mavericks) 4-1                                         |
| 2011-2012 | Thunder d'Oklahoma City   | 47-19 | 71,2 | Victoire - 1er tour Ouest (Mavericks) 4-0 Victoire - Demi-finale de conférence Ouest (Lakers) 4-1 Victoire - Finale de conférence Ouest (Spurs) 4-2 Défaite - Finales NBA (Heat) 4-1            |
| 2012-2013 | Thunder d'Oklahoma City   | 60-22 | 73,2 | Victoire - 1er tour Ouest (Rockets) 4-2 Défaite - Demi-finale de conférence Ouest (Grizzlies) 4-1                                                                                               |
| 2013-2014 | Thunder d'Oklahoma City   | 59-23 | 72,0 | Victoire - 1er tour Ouest (Grizzlies) 4-3 Victoire - Demi-finale de conférence Ouest (Clippers) 4-2 Défaite - Finale de conférence Ouest (Spurs) 4-2                                            |
| 2014-2015 | Trail Blazers de Portland | 51-31 | 62,2 | Défaite - 1er tour Ouest (Grizzlies) 4-1 |
| 2015-2016 | Thunder d'Oklahoma City   | 55-27 | 67,1 | Victoire - 1er tour Ouest (Mavericks) 4-1 Victoire - Demi-finale de conférence Ouest (Spurs) 4-2 Défaite - Finale de conférence Ouest (Warriors) 4-3                                            |
| 2016-2017 | Jazz de l'Utah            | 51-31 | 62,2 | Victoire - 1er tour Ouest (Clippers) 4-3 Défaite - Demi-finale de conférence Ouest (Warriors) 4-0                                                                                               |
| 2017-2018 | Trail Blazers de Portland | 49-33 | 59,8 | Défaite - 1er tour Ouest (Pelicans) 4-0 |
| 2018-2019 | Nuggets de Denver         | 54-28 | 65,9 | Victoire - 1er tour Ouest (Spurs) 4-3 Défaite - Demi-finale de conférence Ouest (Trail Blazers) 4-3                                                                                             |
| 2019-2020 | Nuggets de Denver         | 46-27 | 63,0 | Victoire - 1er tour Ouest (Jazz) 4-3 Victoire - Demi-finale de conférence Ouest (Clippers) 4-3 Défaite - Finale de conférence Ouest (Lakers) 4-1                                                |
| 2020-2021 | Jazz de l'Utah            | 52-20 | 72,2 | Victoire - 1er tour Ouest (Grizzlies) 4-1 Défaite - Demi-finale de conférence Ouest (Clippers) 4-2                                                                                              |
| 2021-2022 | Jazz de l'Utah            | 49-33 | 59,8 | Défaite - 1er tour Ouest (Mavericks) 4-2 |
| 2022-2023 | Nuggets de Denver         | 53-29 | 64,6 | Victoire - 1er tour Ouest (Timberwolves) 4-1 Victoire - Demi-finale de conférence Ouest (Suns) 4-2 Victoire - Finale de conférence Ouest (Lakers) 4-0 Victoire - Finales NBA (Heat) 4-1         |
| 2023-2024 | Thunder d'Oklahoma City   | 57-25 | 69,5 | Victoire - 1er tour (Pelicans) 4-0 Défaite - Demi-finale de conférence (Mavericks) 4-2 |
| 2024-2025 | Thunder d'Oklahoma City   | 68-14 | 82,9 | Victoire - 1er tour Ouest (Grizzlies) 4-0 Victoire - Demi-finale de conférence Ouest (Nuggets) 4-3 Victoire - Finale de conférence Ouest (Timberwolves) 4-1 Victoire - Finales NBA (Pacers) 4-3 |

## Liste des équipes championnes de la division Nord-Ouest
| Franchise                                      | Titres | Dernier titre | Années                                         |
| ---------------------------------------------- | ------ | ------------- | ---------------------------------------------- |
| SuperSonics de Seattle/Thunder d'Oklahoma City | 8      | 2025          | 2005, 2011, 2012, 2013, 2014, 2016, 2024, 2025 |
| Nuggets de Denver                              | 6      | 2023          | 2006, 2009, 2010, 2019, 2020, 2023             |
| Jazz de l'Utah                                 | 5      | 2022          | 2007, 2008, 2017, 2021, 2022                   |
| Trail Blazers de Portland                      | 2      | 2018          | 2015, 2018                                     |
| Timberwolves du Minnesota                      | 0      | —             | —                                              |

## Résultats saison par saison
Légende :
- Vainqueur des Finales NBA
- Finaliste des Finales NBA
- Qualifié pour les séries éliminatoires
- Qualifié pour le tournoi play-in
- B : Non-qualifié pour la NBA Bubble 2020

| Saison | Bilan des équipes     | Bilan des équipes     | Bilan des équipes     | Bilan des équipes     | Bilan des équipes     |
| --- | --------------------- | --------------------- | --------------------- | --------------------- | --------------------- |
| Saison | 1er                   | 2e                    | 3e                    | 4e                    | 5e                    |
| 2004 : La division Nord-Ouest est formée initialement avec cinq équipes, les Trail Blazers de Portland et les SuperSonics de Seattle arrivent de la division Pacifique, tandis que es Nuggets de Denver, les Timberwolves du Minnesota et le Jazz de l'Utah sont en provenance de la division Midwest. |                       |                       |                       |                       |                       |
| 2004-2005 | Seattle (52-30)       | Denver (49-33)        | Minnesota (44-38)     | Portland (27-55)      | Utah (26-56)          |
| 2005-2006 | Denver (44-38)        | Utah (41-41)          | Seattle (35-47)       | Minnesota (33-49)     | Portland (21-61)      |
| 2006-2007 | Utah (51-31)          | Denver (45-37)        | Portland (32-50)      | Minnesota (32-50)     | Seattle (31-51)       |
| 2007-2008 | Utah (54-58)          | Denver (50-32)        | Portland (41-41)      | Minnesota (22-60)     | Seattle (20-62)       |
| 2008 : Les SuperSonics de Seattle déménagent et se renomment le Thunder d'Oklahoma City. |                       |                       |                       |                       |                       |
| 2008-2009 | Denver (54-28)        | Portland (54-28)      | Utah (48-34)          | Minnesota (24-58)     | Oklahoma City (23-59) |
| 2009-2010 | Denver (53-29)        | Utah (53-29)          | Portland (50-32)      | Oklahoma City (50-32) | Minnesota (15-67)     |
| 2010-2011 | Oklahoma City (55-27) | Denver (50-32)        | Portland (48-34)      | Utah (39-43)          | Minnesota (17-65)     |
| 2011-2012 | Oklahoma City (47-19) | Denver (38-28)        | Utah (36-30)          | Portland (28-38)      | Minnesota (26-40)     |
| 2012-2013 | Oklahoma City (60-22) | Denver (57-25)        | Utah (43-39)          | Portland (33-49)      | Minnesota (31-51)     |
| 2013-2014 | Oklahoma City (59-23) | Portland (54-28)      | Minnesota (40-42)     | Denver (36-46)        | Utah (25-57)          |
| 2014-2015 | Portland (51-31)      | Oklahoma City (45-37) | Utah (38-44)          | Denver (30-52)        | Minnesota (16-66)     |
| 2015-2016 | Oklahoma City (55-27) | Portland (44-38)      | Utah (40-42)          | Denver (33-49)        | Minnesota (29-53)     |
| 2016-2017 | Utah (51-31)          | Oklahoma City (47-35) | Portland (41-41)      | Denver (40-42)        | Minnesota (31-51)     |
| 2017-2018 | Portland (49-33)      | Oklahoma City (48-34) | Utah (48-34)          | Minnesota (47-35)     | Denver (46-36)        |
| 2018-2019 | Denver (54-28)        | Portland (53-29)      | Utah (50-32)          | Oklahoma City (49-33) | Minnesota (36-46)     |
| 2019-2020 | Denver (46-27)        | Oklahoma City (44-28) | Utah (44-28)          | Portland (35-39)      | Minnesota B (19-45)   |
| 2020-2021 | Utah (52-20)          | Denver (47-25)        | Portland (42-30)      | Minnesota (23-49)     | Oklahoma City (22-50) |
| 2021-2022 | Utah (49-33)          | Denver (48-34)        | Minnesota (46-36)     | Portland (27-55)      | Oklahoma City (24-58) |
| 2022-2023 | Denver (53-29)        | Minnesota (42-40)     | Oklahoma City (40-42) | Utah (37-45)          | Portland (33-49)      |
| 2023-2024 | Oklahoma City (57-25) | Denver (57-25)        | Minnesota (56-26)     | Utah (31-51)          | Portland (21-61)      |
| 2024-2025 | Oklahoma City (68-14) | Denver (50-32)        | Minnesota (49-33)     | Portland (36-46)      | Utah (17-65)          |